# Morti il 15 settembre
| Questa pagina contiene informazioni ricavate automaticamente dalle voci biografiche con l'ausilio del template Bio e di un bot. L'aggiornamento è periodico e automatico e ricostruisce completamente la pagina. Se manca una persona in questa lista, sei pregato di non aggiungerla, ma accertati piuttosto che la sua voce biografica contenga il template Bio e che i dati anagrafici siano correttamente compilati. Se il template Bio manca, inseriscilo tu stesso o, in alternativa, metti l'avviso {{tmp\|Bio}} che ne segnala la mancanza. Se i dati riportati sono sbagliati, correggi direttamente la voce biografica; le modifiche saranno visibili in questa lista entro pochi giorni. Per chiarimenti vedi il progetto biografie. La lista contiene solo le 501 persone che sono citate nell'enciclopedia e per le quali è stato implementato correttamente il template Bio. Pagina aggiornata al 17 ago 2025. |

## V secolo(2)
- 440 - Glicerio di Milano, arcivescovo e santo italiano
- 460 - Mamiliano di Palermo, vescovo italiano

## VI secolo(1)
- 507 - Apro di Toul, vescovo franco

## VII secolo(2)
- 668 - Costante II, imperatore bizantino (n. 630)
- 691 - Rustico, vescovo italiano (n. 626)

## X secolo(2)
- 921 - Ludmilla di Boemia, duchessa (n. 860)
- 984 - Editta di Wilton, monaca cristiana inglese (n. 961)

## XII secolo(3)
- 1146 - Alano di Penthièvre, nobile francese
- 1182 - Roberto III di Loritello, conte normanno
- 1184 - Gerardo I di Mâcon, conte

## XIII secolo(2)
- 1231 - Ludovico I di Baviera, duca (n. 1173)
- 1295 - Ruggieri degli Ubaldini, arcivescovo cattolico italiano

## XIV secolo(3)
- 1326 - Demetrio di Tver', principe (n. 1299)
- 1334 - Beatrice d'Este, nobildonna italiana (n. 1268)
- 1386 - Rolando de' Medici, beato italiano

## XV secolo(7)
- 1408 - Edmund Holland, IV conte di Kent, nobile inglese (n. 1384)
- 1418 - Ibrahim I di Shirvan, sovrano azero
- 1447 - Denis du Moulin, cardinale e patriarca cattolico francese
- 1483 - Salvo Cassetta, religioso e presbitero italiano (n. 1413)
- 1483 - Giovanni Emo, ambasciatore, diplomatico e militare italiano (n. 1419)
- 1496 - Hugh Clopton, politico inglese
- 1500 - John Morton, arcivescovo cattolico e cardinale inglese (n. 1420)

## XVI secolo(13)
- 1510 - Caterina da Genova, mistica e veggente italiana (n. 1447)
- 1515 - Carlo I de La Trémoille, nobile e condottiero francese (n. 1485)
- 1520 - Elio Lampridio Cerva, poeta, umanista e lessicografo dalmata (n. 1463)
- 1521 - Basarab V Neagoe, principe (n. 1459)
- 1521 - François Du Puy, monaco cristiano, teologo e giurista francese (n. 1450)
- 1530 - Maria Paleologa, principessa (n. 1508)
- 1536 - Antonio de Leyva, condottiero e nobile spagnolo (n. 1480)
- 1557 - Juan Álvarez de Toledo, cardinale e arcivescovo cattolico spagnolo (n. 1488)
- 1559 - Isabella Jagellona, regina (n. 1519)
- 1565 - Modestinus Pistoris, giurista tedesco (n. 1516)
- 1567 - Pier Francesco Foschi, pittore italiano (n. 1502)
- 1580 - Friedrich Risner, matematico e ottico tedesco (n. 1533)
- 1584 - Tsutsui Junkei, militare giapponese (n. 1549)

## XVII secolo(21)
- 1604 - Bernardo Canigiani, letterato e ambasciatore italiano (n. 1524)
- 1604 - Murakami Takeyoshi, militare giapponese (n. 1533)
- 1613 - Thomas Overbury, poeta e saggista inglese (n. 1581)
- 1616 - Giovanni della Miseria, pittore e religioso italiano
- 1619 - Claudio Rangoni, vescovo cattolico italiano (n. 1562)
- 1622 - Camillo Costanzo, gesuita e missionario italiano (n. 1571)
- 1629 - Marcello Sacchetti, banchiere, mercante e mecenate italiano (n. 1586)
- 1643 - Richard Boyle, I conte di Cork, nobile britannico (n. 1566)
- 1649 - Pietro Paolo Corbarelli, scultore italiano (n. 1589)
- 1649 - Francesco Gessi, pittore italiano (n. 1588)
- 1657 - Joannicius di Alessandria, arcivescovo ortodosso greco
- 1660 - Giovanni Casimiro di Anhalt-Dessau, principe tedesco (n. 1596)
- 1668 - Isaac Habert, teologo e vescovo cattolico francese
- 1668 - Jan Miense Molenaer, pittore olandese
- 1685 - Ippolito Centurione, nobile e corsaro italiano (n. 1631)
- 1687 - Dionigi Bussola, artista, pittore e scultore italiano (n. 1615)
- 1688 - Otto Wilhelm von Königsmarck, diplomatico e militare svedese (n. 1639)
- 1688 - Louis Victor de Rochechouart de Mortemart, ammiraglio francese (n. 1636)
- 1690 - Thomas Bartholin il Giovane, antiquario danese (n. 1659)
- 1695 - Giacomo de Angelis, cardinale e arcivescovo cattolico italiano (n. 1610)
- 1700 - André Le Nôtre, architetto del paesaggio francese (n. 1613)

## XVIII secolo(20)
- 1701 - Giuseppe Berneri, poeta e commediografo italiano (n. 1637)
- 1701 - Edme Boursault, drammaturgo francese (n. 1638)
- 1705 - Melchor Portocarrero, generale spagnolo (n. 1636)
- 1712 - Sidney Godolphin, I conte di Godolphin, nobile e politico britannico (n. 1645)
- 1720 - Rocco Stella, nobile e militare italiano (n. 1662)
- 1723 - Francesco Pio di Savoia, nobile, politico e militare spagnolo (n. 1672)
- 1729 - Robert Spencer, IV conte di Sunderland, nobile britannico (n. 1701)
- 1731 - Catherine Repond, svizzera (n. 1663)
- 1735 - Giovanni Bolla, pittore italiano (n. 1650)
- 1738 - Claude-Thomas Dupuy, avvocato e funzionario francese (n. 1678)
- 1747 - Anton Erhard Martinelli, architetto austriaco (n. 1684)
- 1748 - Dorotea Sofia di Neuburg, contessa tedesca (n. 1670)
- 1750 - Jean Terrasson, scrittore francese (n. 1670)
- 1767 - Gian Giuseppe Ballanti, anatomista e medico italiano (n. 1733)
- 1773 - Albert François Floncel, politico francese (n. 1697)
- 1776 - Pompeo Neri, giurista e politico italiano (n. 1706)
- 1784 - Nicolas-Bernard Lépicié, pittore francese (n. 1735)
- 1785 - Leopoldo de Gregorio, marchese di Squillace, politico e diplomatico italiano (n. 1699)
- 1785 - Luigi Valadier, orafo e gioielliere italiano (n. 1726)
- 1798 - Pedro Pablo Abarca de Bolea y Ximénez de Urrea, politico e generale spagnolo (n. 1718)

## XIX secolo(49)
- 1803 - Giovanni Francesco Albani, cardinale e vescovo cattolico italiano (n. 1720)
- 1805 - Christopher Gadsden, generale e politico statunitense (n. 1724)
- 1809 - Alexander Mackenzie-Fraser, generale britannico (n. 1758)
- 1810 - Alessandro D'Anna, pittore italiano (n. 1746)
- 1811 - Vincenzo Raimondini, scienziato, geologo e mineralogista italiano (n. 1758)
- 1814 - Hammuda ibn Ali, sovrano tunisino (n. 1759)
- 1820 - Giovanni Battista Quarantotti, cardinale italiano (n. 1733)
- 1823 - Lotario Tomba, architetto italiano (n. 1749)
- 1825 - Manuel José Abad y Queipo, presbitero spagnolo (n. 1751)
- 1830 - Joachim Xavier Curado, militare e politico brasiliano (n. 1746)
- 1830 - William Huskisson, politico e economista britannico (n. 1770)
- 1831 - Andrea Leone Tottola, librettista italiano
- 1831 - Varvara Sergeevna Urusova, nobildonna russa (n. 1751)
- 1833 - Giovanni Caccia Piatti, cardinale italiano (n. 1751)
- 1833 - Arthur Hallam, poeta inglese (n. 1811)
- 1834 - William Harris Crawford, politico statunitense (n. 1772)
- 1838 - Aleksandra von Engelhardt, nobildonna russa (n. 1754)
- 1839 - Henry Singleton, pittore e miniaturista britannico (n. 1766)
- 1842 - Pierre Baillot, violinista e compositore francese (n. 1771)
- 1842 - Francisco Morazán, militare e politico honduregno (n. 1792)
- 1843 - Sher Singh, indiano (n. 1807)
- 1849 - Carlo Bellosio, pittore italiano (n. 1801)
- 1853 - Théophile Voirol, generale svizzero (n. 1781)
- 1855 - Charles Nicolas Fabvier, ambasciatore e generale francese (n. 1782)
- 1858 - Margherita di Sassonia, principessa (n. 1840)
- 1859 - Isambard Kingdom Brunel, ingegnere britannico (n. 1806)
- 1863 - Carlo Augusto Brunetta d'Usseaux, generale italiano (n. 1811)
- 1864 - John Hanning Speke, esploratore britannico (n. 1827)
- 1866 - Konstantin Dmitrievič Flavickij, pittore russo (n. 1830)
- 1866 - Augustus Addison Gould, medico e zoologo statunitense (n. 1805)
- 1866 - Dmitrij Vladimirovič Karakozov, rivoluzionario russo (n. 1840)
- 1866 - Carlo Varese, medico, scrittore e storico italiano (n. 1793)
- 1873 - Luigi Baino, politico italiano (n. 1810)
- 1873 - Laura Solera Mantegazza, filantropa e patriota italiana (n. 1813)
- 1874 - Lodovico Sauli d'Igliano, diplomatico, politico e letterato italiano (n. 1787)
- 1875 - Guillaume Benjamin-Amand Duchenne, neurologo francese (n. 1806)
- 1875 - Louise Farrenc, compositrice, pianista e insegnante francese (n. 1804)
- 1877 - Ponziano Ponzano, scultore spagnolo (n. 1813)
- 1879 - Ignazio Guiccioli, patriota e politico italiano (n. 1806)
- 1879 - Pietro Musone, compositore italiano (n. 1847)
- 1882 - Federico Pescetto, politico e generale italiano (n. 1817)
- 1883 - Joseph Plateau, fisico belga (n. 1801)
- 1886 - Carmine Gori-Merosi, cardinale italiano (n. 1810)
- 1888 - Giovanni Adolfo II di Schwarzenberg, nobile e imprenditore boemo (n. 1799)
- 1889 - Günther Federico Carlo II di Schwarzburg-Sondershausen, principe (n. 1801)
- 1890 - Edwin Felix Thomas Atkinson, entomologo irlandese (n. 1840)
- 1891 - Luigi Rotelli, cardinale italiano (n. 1833)
- 1894 - Ariodante Fabretti, patriota, storico e politico italiano (n. 1816)
- 1899 - Karl Koberstein, drammaturgo tedesco (n. 1836)

## XX secolo(241)
- 1904 - Pietro Di Marco, magistrato e politico italiano (n. 1831)
- 1905 - Pioggia in Faccia, condottiero nativo americano
- 1905 - Tamatoa VI, re (n. 1853)
- 1906 - Giulio Frisari, politico italiano (n. 1827)
- 1906 - Émile Ricquier, architetto francese (n. 1846)
- 1908 - Friedrich Adler, architetto e archeologo tedesco (n. 1827)
- 1908 - Tancredi Canonico, giurista e politico italiano (n. 1828)
- 1913 - Ármin Vámbéry, storico, linguista e orientalista ungherese (n. 1832)
- 1914 - Émile Lesmann, calciatore francese (n. 1891)
- 1914 - Franjo Marković, scrittore, drammaturgo e filosofo croato (n. 1845)
- 1914 - Koos de la Rey, generale e politico sudafricano (n. 1847)
- 1915 - Alfred Agache, pittore francese (n. 1843)
- 1915 - Benedetto Lorenzelli, cardinale e arcivescovo cattolico italiano (n. 1853)
- 1915 - Gaston Romazzotti, militare e ingegnere francese (n. 1855)
- 1916 - Gabriel Deluc, pittore francese (n. 1883)
- 1917 - Kurt Wolff, aviatore tedesco (n. 1895)
- 1918 - Decio Guicciardi, commediografo italiano (n. 1870)
- 1919 - Remigio Piva, patriota e politico italiano (n. 1840)
- 1920 - Roberto Ardigò, filosofo e pedagogista italiano (n. 1828)
- 1920 - Filippo Galassi, ingegnere italiano (n. 1856)
- 1920 - Raimundo de Madrazo, pittore spagnolo (n. 1841)
- 1921 - Franziska Gad, fotografa e regista danese (n. 1873)
- 1921 - Nino Martoglio, regista, sceneggiatore e scrittore italiano (n. 1870)
- 1921 - Roman von Ungern-Sternberg, generale russo (n. 1886)
- 1923 - Sayed Darwish, cantante e compositore egiziano (n. 1892)
- 1924 - Frank Chance, giocatore di baseball e allenatore di baseball statunitense (n. 1876)
- 1924 - Wilhelm Roux, biologo tedesco (n. 1850)
- 1925 - Leonard Borwick, pianista inglese (n. 1868)
- 1925 - Giuseppe Pennella, generale italiano (n. 1864)
- 1926 - Walter Pulitzer, editore, scrittore e compositore di scacchi statunitense (n. 1878)
- 1927 - Herman Gorter, poeta, filosofo e rivoluzionario olandese (n. 1864)
- 1927 - Bruno Rahn, regista, attore e produttore cinematografico tedesco (n. 1887)
- 1929 - Joseph Charlemont, pugile e allenatore di pugilato francese (n. 1839)
- 1929 - Fehime Sultan, principessa ottomana (n. 1875)
- 1929 - Hermann Graedener, compositore, direttore d'orchestra e docente austriaco (n. 1844)
- 1929 - José Luis Murature, avvocato e giornalista argentino (n. 1876)
- 1929 - Anton Maria Schwartz, presbitero austriaco (n. 1852)
- 1930 - Milton Sills, attore statunitense (n. 1882)
- 1930 - Victor Thorn, politico lussemburghese (n. 1844)
- 1931 - James Balfour Paul, araldista e enciclopedista britannico (n. 1846)
- 1931 - Seniha Sultan, principessa ottomana (n. 1851)
- 1931 - Jacques Onfroy de Bréville, disegnatore e illustratore francese (n. 1858)
- 1932 - Ercole Gaddi Pepoli, politico italiano (n. 1896)
- 1933 - Max Hoelz, politico tedesco (n. 1889)
- 1933 - Yisrael Meir Kagan, rabbino e teologo lituano (n. 1839)
- 1934 - Ivan Abramson, regista, sceneggiatore e produttore cinematografico statunitense (n. 1869)
- 1936 - Svetozar Pribićević, politico serbo (n. 1875)
- 1936 - Alexandros Zaimīs, politico greco (n. 1855)
- 1937 - Carl Spengler, chirurgo svizzero (n. 1860)
- 1938 - Cesare Ratta, tipografo italiano (n. 1857)
- 1938 - Friedrich Wilhelm Sander, ingegnere e imprenditore tedesco (n. 1885)
- 1938 - Thomas Wolfe, scrittore e poeta statunitense (n. 1900)
- 1939 - Giorgio Bombi, politico italiano (n. 1852)
- 1939 - Jens Bratlie, politico e generale norvegese (n. 1856)
- 1939 - August Dickmann, attivista tedesco (n. 1910)
- 1939 - Francesco Giuseppe di Isenburg-Büdingen-Birstein, principe tedesco (n. 1869)
- 1940 - Dick Ket, pittore olandese (n. 1902)
- 1941 - Josef Adelbrecht, calciatore e militare austriaco (n. 1910)
- 1941 - Jurij Michajlovič Steklov, rivoluzionario, storico e giornalista russo (n. 1873)
- 1941 - Giovanni Zangrando, pittore italiano (n. 1867)
- 1942 - Margaret Greville, filantropa britannica (n. 1863)
- 1942 - Paolo Emilio Pavolini, filologo e traduttore italiano (n. 1864)
- 1942 - Julius Spier, psicologo tedesco (n. 1887)
- 1942 - Gabriel Terra, avvocato e politico uruguaiano (n. 1873)
- 1943 - Blanchette Fernandez Diaz, greca (n. 1931)
- 1944 - Walter Middelberg, canottiere olandese (n. 1875)
- 1944 - Mario Paolini, militare e partigiano italiano (n. 1920)
- 1945 - Harry Daghlian, fisico statunitense (n. 1921)
- 1945 - André Tardieu, politico francese (n. 1876)
- 1945 - Anton Webern, compositore austriaco (n. 1883)
- 1946 - Elkan Nathan Adler, storico e avvocato britannico (n. 1861)
- 1946 - Antoon Dorregeest, sollevatore olandese (n. 1880)
- 1947 - Richard Le Gallienne, poeta e scrittore inglese (n. 1866)
- 1947 - Annie Scott Dill Maunder, astronoma e matematica britannica (n. 1868)
- 1949 - Félix Cabano, calciatore argentino (n. 1896)
- 1949 - Ludwig Hohlwein, architetto, pittore e illustratore tedesco (n. 1874)
- 1950 - Ragnar Berg, ginnasta e multiplista statunitense (n. 1879)
- 1950 - Giovanni Drei, archivista e storico italiano (n. 1881)
- 1951 - Stig Rønne, ginnasta danese (n. 1887)
- 1951 - Ludmila Smanova, attrice russa (n. 1896)
- 1952 - Arthur Colahan, psichiatra e cantautore irlandese (n. 1884)
- 1952 - Paolo Manna, presbitero italiano (n. 1872)
- 1952 - Corrado Mezzana, pittore italiano (n. 1890)
- 1953 - Georges Coindre, pistard francese (n. 1879)
- 1953 - Luigi Carlo Fraina, politico e sindacalista italiano (n. 1892)
- 1953 - Isaías Medina Angarita, generale e politico venezuelano (n. 1897)
- 1953 - Erich Mendelsohn, architetto tedesco (n. 1887)
- 1953 - Fred Spiller, pugile britannico (n. 1884)
- 1953 - Ottorino Vannini, giurista italiano (n. 1889)
- 1954 - Fritz Alberti, attore e doppiatore tedesco (n. 1877)
- 1954 - Arthur Wieferich, matematico tedesco (n. 1884)
- 1955 - Carlos Dávila, giornalista, diplomatico e politico cileno (n. 1887)
- 1955 - Eduard Strauch, militare, criminale di guerra e agente segreto tedesco (n. 1906)
- 1957 - Lee Hill, attore statunitense (n. 1894)
- 1958 - Constant Feith, calciatore olandese (n. 1884)
- 1958 - Girolamo Furfaro, artista italiano (n. 1870)
- 1959 - Rodolfo Blecich, calciatore italiano (n. 1912)
- 1960 - Héctor Castro, allenatore di calcio e calciatore uruguaiano (n. 1904)
- 1960 - Edward J. Ruppelt, militare statunitense (n. 1923)
- 1960 - Marina Torlonia di Civitella-Cesi, nobile italiana (n. 1916)
- 1960 - Franco Tufari, violinista italiano (n. 1884)
- 1961 - Maria Benedicta Föhrenbach, religiosa tedesca (n. 1883)
- 1962 - Giulio Ulisse Arata, architetto italiano (n. 1881)
- 1962 - William Weber Coblentz, astronomo e fisico statunitense (n. 1897)
- 1962 - Vilmos Kertész, calciatore ungherese (n. 1890)
- 1963 - Oliver Wallace, compositore britannico (n. 1887)
- 1963 - Charles Winslow, tennista sudafricano (n. 1888)
- 1964 - Alfred Blalock, chirurgo statunitense (n. 1899)
- 1964 - William S. Darling, scenografo ungherese (n. 1882)
- 1964 - Clarence Hadfield D'Arcy, canottiere neozelandese (n. 1889)
- 1964 - Paul Schultz, generale tedesco (n. 1891)
- 1965 - Alfredo Armano, calciatore e arbitro di calcio italiano (n. 1885)
- 1965 - Bertram Brooke, nobile malese (n. 1876)
- 1965 - Amedeo Chiantoni, attore italiano (n. 1871)
- 1965 - Noël Delberghe, pallanuotista francese (n. 1897)
- 1965 - Elvira Giallanella, regista cinematografica e produttrice cinematografica italiana (n. 1885)
- 1965 - Frank Moss, calciatore inglese (n. 1895)
- 1965 - Michelangelo Paternò del Toscano, politico italiano (n. 1888)
- 1967 - Eugenio Colmo, pittore e illustratore italiano (n. 1885)
- 1967 - Frank Stenton, storico britannico (n. 1880)
- 1968 - Aristide Calderini, archeologo e epigrafista italiano (n. 1883)
- 1968 - Carlo Fornara, pittore italiano (n. 1871)
- 1968 - Josef Kentenich, presbitero tedesco (n. 1885)
- 1969 - Giovanni Battista Bertone, politico e avvocato italiano (n. 1874)
- 1969 - Daniel Masclet, fotografo francese (n. 1892)
- 1969 - Alessandro Michelagnoli, ammiraglio italiano (n. 1905)
- 1969 - Fernando Santi, sindacalista e politico italiano (n. 1902)
- 1970 - Johan Furstner, ammiraglio e politico olandese (n. 1887)
- 1970 - Eileen J. Garrett, parapsicologa irlandese (n. 1893)
- 1971 - John Desmond Bernal, fisico e biologo britannico (n. 1901)
- 1971 - Leo Dannin, calciatore danese (n. 1898)
- 1971 - Umberto Malvano, calciatore, arbitro di calcio e dirigente sportivo italiano (n. 1884)
- 1971 - Duncan Mansfield, montatore statunitense (n. 1897)
- 1971 - Gabriele Pepe, storico italiano (n. 1899)
- 1971 - Guido Russo Perez, politico italiano (n. 1885)
- 1972 - Ásgeir Ásgeirsson, politico islandese (n. 1894)
- 1972 - Georges Berry, allenatore di calcio e calciatore inglese (n. 1904)
- 1972 - Geoffrey Fisher, vescovo anglicano britannico (n. 1887)
- 1972 - Erwin Hagedorn, assassino seriale tedesco (n. 1952)
- 1972 - Henry Kent Hewitt, ammiraglio statunitense (n. 1887)
- 1973 - Herbert Albert, direttore d'orchestra tedesco (n. 1903)
- 1973 - Gustavo VI Adolfo di Svezia, re svedese (n. 1882)
- 1973 - Ernst-Eberhard Hell, generale tedesco (n. 1887)
- 1973 - Ramón de la Fuente, calciatore spagnolo (n. 1907)
- 1973 - Washington Ortuño, calciatore uruguaiano (n. 1928)
- 1974 - Ikuma Arishima, pittore giapponese (n. 1882)
- 1974 - Mario Crosta, imprenditore e dirigente d'azienda italiano (n. 1897)
- 1974 - Luis Alberto del Paranà, cantautore e compositore paraguaiano (n. 1926)
- 1975 - Mario Ardissone, calciatore italiano (n. 1900)
- 1975 - Franco Bordoni Bisleri, militare, aviatore e pilota automobilistico italiano (n. 1913)
- 1975 - Giuseppe Castellini, calciatore italiano (n. 1918)
- 1975 - Pavel Osipovič Suchoj, ingegnere aeronautico sovietico (n. 1895)
- 1976 - Luigi De Michele, avvocato e politico italiano (n. 1903)
- 1976 - Edward O'Brien, velocista statunitense (n. 1914)
- 1976 - John Schneiter, bobbista svizzero (n. 1899)
- 1976 - Josef Sudek, fotografo cecoslovacco (n. 1896)
- 1977 - Leah Manning, educatrice e politica britannica (n. 1886)
- 1977 - Anita Stewart Morris, socialite statunitense
- 1977 - Zeno Vignati, giornalista e politico italiano (n. 1896)
- 1978 - Willy Messerschmitt, progettista, imprenditore e ingegnere tedesco (n. 1898)
- 1978 - Edmund Crispin, scrittore e compositore britannico (n. 1921)
- 1979 - Max Klausen, agente segreto tedesco (n. 1899)
- 1979 - Filippo Sgarlata, medaglista italiano (n. 1901)
- 1979 - Vincenzo Torraca, giornalista e impresario teatrale italiano (n. 1887)
- 1980 - Harold Brown, cestista e allenatore di pallacanestro statunitense (n. 1923)
- 1980 - Bill Evans, pianista e compositore statunitense (n. 1929)
- 1980 - Roberto Moscatelli, velista italiano (n. 1895)
- 1980 - Jim Tyrer, giocatore di football americano e assassino statunitense (n. 1939)
- 1980 - Bruno Widmar, filosofo italiano (n. 1913)
- 1981 - Sara Haden, attrice statunitense (n. 1898)
- 1981 - Rafael Méndez, trombettista messicano (n. 1906)
- 1981 - Pippo Schembri, pallanuotista maltese (n. 1911)
- 1982 - Giuseppe Gaddi, saggista e partigiano italiano (n. 1909)
- 1982 - Domenico Russo, militare italiano (n. 1950)
- 1983 - Willie Bobo, percussionista statunitense (n. 1934)
- 1983 - Johnny Hartman, cantante e pianista statunitense (n. 1923)
- 1983 - Kaj Hjelm, attore svedese (n. 1928)
- 1983 - Friedrich Scherfke, calciatore polacco (n. 1909)
- 1983 - Prince Far I, musicista giamaicano (n. 1945)
- 1984 - Nasser bin Abd al-Aziz Al Sa'ud, principe e politico saudita (n. 1911)
- 1985 - Wolfgang Abendroth, politologo e giurista tedesco (n. 1906)
- 1985 - Bruno Banducci, giocatore di football americano italiano (n. 1921)
- 1985 - Cootie Williams, trombettista e cantante statunitense (n. 1911)
- 1986 - Jaroslav Burgr, calciatore cecoslovacco (n. 1906)
- 1986 - Virginia Gregg, attrice statunitense (n. 1916)
- 1986 - Giuseppe Mastromattei, prefetto italiano (n. 1897)
- 1986 - Freimut Stein, pattinatore artistico su ghiaccio tedesco (n. 1924)
- 1986 - Ramón Villaverde, calciatore uruguaiano (n. 1930)
- 1987 - Wilhelm Berlin, generale tedesco (n. 1889)
- 1987 - Leon Hirszman, regista, sceneggiatore e produttore cinematografico brasiliano (n. 1937)
- 1988 - Roberto Copernico, allenatore di calcio e dirigente sportivo italiano (n. 1904)
- 1988 - Vasilij Pavlovič Mžavanadze, politico sovietico (n. 1902)
- 1988 - Jean Sacha, montatore, regista e sceneggiatore francese (n. 1912)
- 1989 - Robert Penn Warren, scrittore e poeta statunitense (n. 1905)
- 1989 - Denis Richet, storico francese (n. 1927)
- 1990 - Ken Domon, fotografo e fotoreporter giapponese (n. 1909)
- 1990 - Mario Giovanni Guerriero Ruffini, politico italiano (n. 1937)
- 1990 - Max Schäfer, allenatore di calcio e calciatore tedesco (n. 1907)
- 1991 - Petronella Burgerhof, ginnasta olandese (n. 1908)
- 1991 - John Hoyt, attore statunitense (n. 1905)
- 1991 - Luis Miró, allenatore di calcio e calciatore spagnolo (n. 1913)
- 1991 - Charles E. Osgood, psicologo statunitense (n. 1916)
- 1992 - Giovanni Battioni, calciatore italiano (n. 1911)
- 1992 - Luigi Campedelli, imprenditore e dirigente sportivo italiano (n. 1931)
- 1992 - Fredrik Hetty, calciatore norvegese (n. 1905)
- 1992 - Walter B. Jones, Sr., politico statunitense (n. 1913)
- 1993 - Edmondo Bernacca, generale e meteorologo italiano (n. 1914)
- 1993 - Pietro Carapellucci, tenore, cantore e direttore di coro italiano (n. 1922)
- 1993 - Nicola Ciarletta, critico d'arte, critico teatrale e critico cinematografico italiano (n. 1910)
- 1993 - Pino Puglisi, presbitero, educatore e insegnante italiano (n. 1937)
- 1993 - Maurice Yaméogo, politico burkinabé (n. 1921)
- 1994 - Charles Allé, calciatore francese (n. 1904)
- 1994 - Alain Bernardin, imprenditore e collezionista d'arte francese (n. 1916)
- 1994 - Moana Pozzi, attrice pornografica, conduttrice televisiva e politica italiana (n. 1961)
- 1994 - Kai Sjøberg, calciatore norvegese (n. 1936)
- 1994 - Mark Stevens, attore e regista statunitense (n. 1916)
- 1995 - Dirceu, calciatore brasiliano (n. 1952)
- 1995 - Aurelia Gruber Benco, politica e giornalista italiana (n. 1905)
- 1995 - Pedro Nolasco, pugile dominicano (n. 1962)
- 1995 - Gunnar Nordahl, calciatore e allenatore di calcio svedese (n. 1921)
- 1995 - Rien Poortvliet, pittore e disegnatore olandese (n. 1932)
- 1995 - Bruno Vincenzi, politico italiano (n. 1923)
- 1996 - Larry Douglas, attore statunitense (n. 1914)
- 1996 - Phil Farbman, cestista statunitense (n. 1924)
- 1996 - Erling Nielsen, calciatore danese (n. 1935)
- 1996 - Tom Payne, attore, regista e sceneggiatore brasiliano (n. 1914)
- 1996 - Ottis Toole, serial killer statunitense (n. 1947)
- 1997 - Georges Bergé, generale francese (n. 1909)
- 1998 - Fred Alderman, velocista statunitense (n. 1905)
- 1998 - Leo Boethin, missionario filippino
- 1998 - Barrett Deems, batterista statunitense (n. 1914)
- 1998 - René Ferrier, calciatore francese (n. 1936)
- 1998 - Viljo Heino, mezzofondista finlandese (n. 1914)
- 1999 - Juan Carlos Colman, calciatore argentino (n. 1922)
- 1999 - Zdeněk Jánoš, calciatore ceco (n. 1967)
- 1999 - Michel Pinseau, architetto francese (n. 1926)
- 1999 - Pëtr Šelochonov, attore e regista russo (n. 1929)
- 2000 - Mario Andreo, cestista italiano (n. 1938)
- 2000 - Sīdī Muḥammad Belkebīr, giurista e teologo algerino (n. 1911)
- 2000 - Dino Ferrari, pittore italiano (n. 1914)
- 2000 - David Flusser, storico e biblista israeliano (n. 1917)

## XXI secolo(134)
- 2001 - Herbert Burdenski, allenatore di calcio e calciatore tedesco (n. 1922)
- 2001 - Florencio Caffaratti, allenatore di calcio e calciatore argentino (n. 1919)
- 2001 - Frederick de Cordova, regista e produttore televisivo statunitense (n. 1910)
- 2001 - Luigi Pellegrin, architetto italiano (n. 1925)
- 2001 - Živojin Zdravković, direttore d'orchestra serbo (n. 1914)
- 2002 - Jenny Maakal, nuotatrice sudafricana (n. 1913)
- 2002 - Jean Rousset, critico letterario e francesista svizzero (n. 1910)
- 2003 - Fatima Zohra del Marocco, principessa marocchina (n. 1927)
- 2003 - Juan Gazsó, cestista argentino (n. 1922)
- 2003 - Sergio Ortega, compositore e pianista cileno (n. 1938)
- 2004 - Andrew D. Chumbley, scrittore, artista e poeta inglese (n. 1967)
- 2004 - Johnny Ramone, chitarrista statunitense (n. 1948)
- 2004 - Giuseppe Schirinà, poeta e scrittore italiano (n. 1923)
- 2004 - Daouda Malam Wanké, militare e politico nigerino (n. 1946)
- 2005 - Remo Albertini, politico italiano (n. 1920)
- 2005 - Guy Green, regista, sceneggiatore e direttore della fotografia inglese (n. 1913)
- 2005 - Péter Ilku, calciatore ungherese (n. 1936)
- 2005 - Helle Winther, attore svedese (n. 1922)
- 2006 - Brunon Bendig, pugile polacco (n. 1938)
- 2006 - Orazio Bobbio, attore e regista italiano (n. 1946)
- 2006 - Celeste Bortoluzzi, politico italiano (n. 1946)
- 2006 - Oriana Fallaci, giornalista e scrittrice italiana (n. 1929)
- 2006 - Charles L. Grant, scrittore statunitense (n. 1942)
- 2006 - Rob Levin, programmatore statunitense (n. 1955)
- 2006 - Pablo Santos, attore messicano (n. 1987)
- 2006 - José Luis Saso, allenatore di calcio e calciatore spagnolo (n. 1927)
- 2006 - Wolfgang Wahl, attore tedesco (n. 1925)
- 2007 - Eolo Capritti, attore italiano (n. 1918)
- 2007 - Leslie Holligan, calciatore guyanese (n. 1978)
- 2007 - Colin McRae, pilota di rally britannico (n. 1968)
- 2007 - Jeremy Moore, generale britannico (n. 1928)
- 2007 - Aldemaro Romero, pianista, compositore e arrangiatore venezuelano (n. 1928)
- 2008 - Richard Wright, cantautore, tastierista e polistrumentista britannico (n. 1943)
- 2009 - Carlo Baldini, storico italiano (n. 1920)
- 2009 - Giuseppe Cottone, critico letterario e poeta italiano (n. 1905)
- 2009 - Troy Kennedy-Martin, sceneggiatore scozzese (n. 1932)
- 2009 - Lincoln Maazel, attore e cantante statunitense (n. 1903)
- 2009 - Luciano Morandini, poeta italiano (n. 1928)
- 2009 - Vladimír Padrta, cestista cecoslovacco (n. 1952)
- 2009 - Nunzio Rotondo, trombettista e compositore italiano (n. 1924)
- 2010 - Carlo Agresti, cornista italiano
- 2010 - Paolo Brunatto, regista italiano (n. 1935)
- 2010 - Adrianus Dirk Jacob Meeuse, botanico olandese (n. 1914)
- 2010 - Enrico Pelella, politico italiano (n. 1942)
- 2010 - Guido Turchi, compositore e critico musicale italiano (n. 1916)
- 2011 - Frances Bay, attrice canadese (n. 1919)
- 2011 - José Manuel Rodríguez Delgado, docente e neurofisiologo spagnolo (n. 1915)
- 2011 - Otakar Vávra, regista, sceneggiatore e insegnante ceco (n. 1911)
- 2012 - Pier Giovanni Anchisi, attore e sceneggiatore italiano (n. 1928)
- 2012 - Paul Bateson, assassino statunitense (n. 1940)
- 2012 - Carlos Calderón de la Barca, calciatore messicano (n. 1934)
- 2012 - Olga Ferri, ballerina argentina (n. 1928)
- 2012 - Pierre Mondy, attore e regista francese (n. 1925)
- 2013 - Giuseppe Di Vagno, politico e avvocato italiano (n. 1922)
- 2013 - Jackie Lomax, cantante e chitarrista britannico (n. 1944)
- 2013 - Paolo Zantelli, pilota motonautico italiano (n. 1965)
- 2013 - Kira Borisovna Šingareva, geografa e astronoma russa (n. 1938)
- 2014 - Giuliana Berlinguer, regista, sceneggiatrice e scrittrice italiana (n. 1933)
- 2014 - Miguel Bustos, calciatore argentino (n. 1946)
- 2014 - Peter Gutteridge, musicista neozelandese (n. 1961)
- 2014 - Yitzhak Hofi, generale e agente segreto israeliano (n. 1927)
- 2014 - Nicola Romanovič Romanov, principe russo (n. 1922)
- 2014 - Jürg Schubiger, scrittore e psicologo svizzero (n. 1936)
- 2014 - Bernardo Secchi, urbanista e economista italiano (n. 1934)
- 2015 - Sergio Bertelli, storico italiano (n. 1928)
- 2015 - Tommy Thompson, calciatore inglese (n. 1928)
- 2015 - Bernard Van De Kerckhove, ciclista su strada belga (n. 1941)
- 2016 - Luciano D'Alessandro, fotografo e giornalista italiano (n. 1933)
- 2016 - Giancarlo Iliprandi, designer e grafico italiano (n. 1925)
- 2016 - Arrigo Lora Totino, artista e poeta italiano (n. 1928)
- 2016 - Rose Mofford, politica statunitense (n. 1922)
- 2016 - Deborah S. Jin, fisica statunitense (n. 1968)
- 2017 - Arthur Apfel, pattinatore artistico su ghiaccio britannico (n. 1922)
- 2017 - Violet Brown, supercentenaria giamaicana (n. 1900)
- 2017 - Mircea Ionescu-Quintus, politico rumeno (n. 1917)
- 2017 - Albert Speer, architetto tedesco (n. 1934)
- 2017 - Harry Dean Stanton, attore statunitense (n. 1926)
- 2018 - Mario Audisio, calciatore italiano (n. 1930)
- 2018 - Makensen Bungo, scrittore albanese (n. 1926)
- 2018 - Warwick Kerr, biologo, genetista e entomologo brasiliano (n. 1922)
- 2018 - Kirin Kiki, attrice giapponese (n. 1943)
- 2018 - Silvio Liotta, politico italiano (n. 1935)
- 2018 - Mike Margulis, calciatore statunitense (n. 1950)
- 2018 - Lionello Puppi, storico dell'arte e politico italiano (n. 1931)
- 2018 - Viktor Veselago, fisico sovietico (n. 1929)
- 2018 - Zhu Xu, attore cinese (n. 1930)
- 2019 - Mabel Balocco, cestista argentina (n. 1932)
- 2019 - Heikki Häiväoja, scultore e medaglista finlandese (n. 1929)
- 2019 - Roberto Leal, cantante, musicista e showman portoghese (n. 1951)
- 2019 - Giambattista Marson, medico e politico italiano (n. 1927)
- 2019 - Gigi Movilia, giornalista, critico musicale e scrittore italiano (n. 1921)
- 2019 - Phyllis Newman, attrice e cantante statunitense (n. 1933)
- 2019 - Ric Ocasek, cantante, produttore discografico e compositore statunitense (n. 1944)
- 2019 - Waldemar Rial, cestista uruguaiano (n. 1940)
- 2020 - André Guesdon, allenatore di calcio e calciatore francese (n. 1948)
- 2020 - Momčilo Krajišnik, politico serbo (n. 1945)
- 2020 - Susanne Lautenbacher, violinista tedesca (n. 1932)
- 2020 - Roberto Malgesini, presbitero italiano (n. 1969)
- 2020 - Paul Méfano, compositore e direttore d'orchestra francese (n. 1937)
- 2020 - Mario Torelli, archeologo e funzionario italiano (n. 1937)
- 2020 - Moussa Traoré, generale e politico maliano (n. 1936)
- 2020 - Costanza Afan de Rivera Costaguti, nobildonna e filantropa italiana (n. 1950)
- 2021 - Philippe Adrien, regista teatrale, sceneggiatore e scrittore francese (n. 1939)
- 2021 - Lou Angotti, allenatore di hockey su ghiaccio e hockeista su ghiaccio canadese (n. 1938)
- 2021 - Fernando Mario Chávez Ruvalcaba, vescovo cattolico, filosofo e teologo messicano (n. 1932)
- 2021 - Robert Fyfe, attore scozzese (n. 1930)
- 2021 - Thomas Rudy, attore italiano (n. 1941)
- 2021 - Justín Javorek, allenatore di calcio e calciatore cecoslovacco (n. 1932)
- 2021 - Žana Lelas, cestista jugoslava (n. 1970)
- 2021 - Gavan O'Herlihy, attore irlandese (n. 1951)
- 2021 - Tullio Pironti, editore e pugile italiano (n. 1937)
- 2021 - Lili Pohlmann, superstite dell'Olocausto polacca (n. 1930)
- 2022 - Brian Binnie, aviatore e astronauta statunitense (n. 1953)
- 2022 - Eddie Butler, rugbista a 15, giornalista e telecronista sportivo britannico (n. 1957)
- 2022 - Jörg Faerber, direttore d'orchestra tedesco (n. 1929)
- 2022 - Cristobal Jodorowsky, attore, scrittore e pittore messicano (n. 1965)
- 2022 - Saul Kripke, filosofo, logico e matematico statunitense (n. 1940)
- 2022 - Diana Maggi, attrice argentina (n. 1925)
- 2022 - Francescantonio Nolè, arcivescovo cattolico italiano (n. 1948)
- 2023 - Fernando Botero, pittore, scultore e disegnatore colombiano (n. 1932)
- 2023 - Hana Jarošová, cestista cecoslovacca (n. 1949)
- 2023 - Robert A. Kraft, biblista e ebraista statunitense (n. 1934)
- 2023 - Franco Migliacci, paroliere, produttore discografico e attore italiano (n. 1930)
- 2023 - Christopher Miles, regista e sceneggiatore britannico (n. 1939)
- 2023 - Billy Miller, attore e imprenditore statunitense (n. 1979)
- 2023 - Giovanni Pirola, calciatore italiano (n. 1946)
- 2023 - Burhan Sargın, calciatore turco (n. 1929)
- 2024 - Aleksandr Baryšnikov, pesista sovietico (n. 1948)
- 2024 - Tito Jackson, cantautore e chitarrista statunitense (n. 1953)
- 2024 - Elias Khoury, scrittore e giornalista libanese (n. 1948)
- 2024 - Gheorghe Mulțescu, allenatore di calcio e calciatore rumeno (n. 1951)
- 2024 - Nikolaus Piper, giornalista tedesco (n. 1952)
- 2024 - Valentin Samungi, pallamanista rumeno (n. 1942)
- 2024 - Yukihiro Shibutani, sceneggiatore giapponese (n. 1960)

## Senza anno specificato(1)
- Uberto di Toscana, nobile franco